# Somatogamie
Somatogamie je obecně typ pohlavního rozmnožování, při němž splývají dvě tělesné čili somatické buňky. Vyskytuje se u některých řas a hub.
Konkrétně u hub je to splynutí (fúze, kopulace) dvou houbových vláken, které slouží jako náhrada pohlavních buněk. Jedná se o velice redukovaný typ pohlavního rozmnožování, běžně pozorovaný u stopkovýtrusných hub, ale vzácný u vřeckovýtrusných. Termín je poněkud zmatečný a doslova by se dokonce dal přeložit jako „nepohlavní sex“. Podobným, ale širším termínem je plazmogamie, která označuje obecně fúzi dvou buněk.